# Münsterbrücke (Zürich)
Die Münsterbrücke, im Volksmund auch Helmhausbrücke, überspannt in Zürich die Limmat zwischen dem Münsterhof, dem Stadthausquai und Limmatquai. Die Strassenbrücke verbindet die namensgebenden Kirchen Fraumünster und Grossmünster. Die mit Natursteinen gemauerte Bogenbrücke wird als schönste Limmatbrücke Zürichs bezeichnet und ist der älteste noch im Originalzustand erhaltene Limmatübergang der Stadt.

## Geschichte

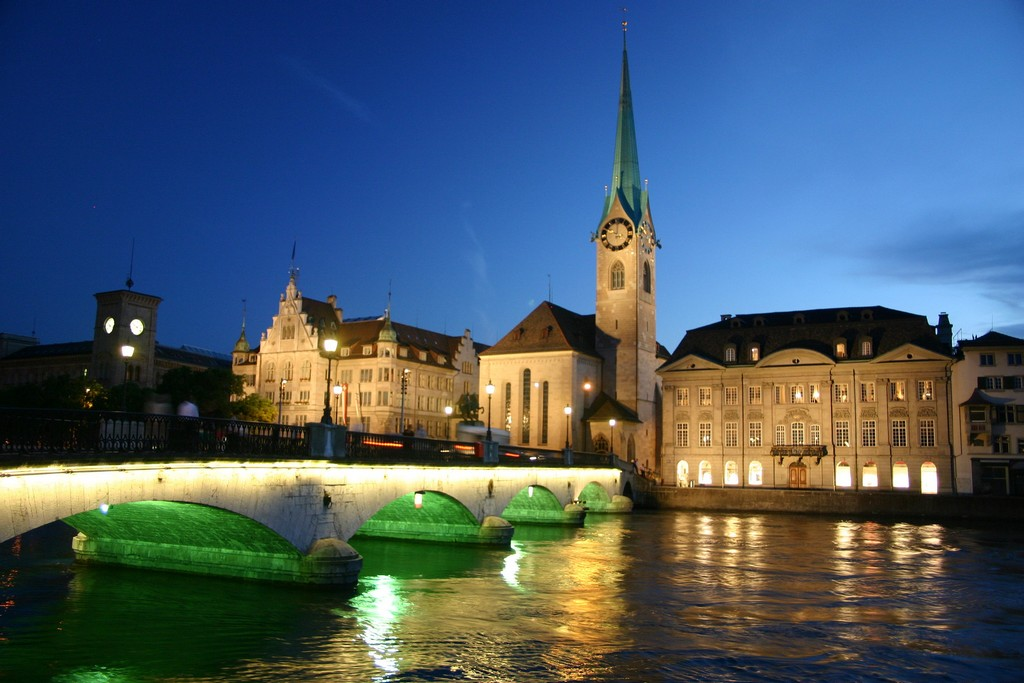
Münsterbrücke mit Beleuchtung

Den Bau der Brücke gab der Kaufmännische Verein Zurich in Auftrag. Das Bauwerk wurde an Stelle eines hölzernen Steges, obere Brücke genannt, in den Jahren 1836 bis 1838 durch die Zürcher Baumeister Conrad Stadler und Johann Jakob Locher-Oeri und den Steinmetzmeister Heinrich Staub nach Plänen von Alois Negrelli errichtet. Es war in Zürich nach der Rathausbrücke die zweite befahrbare Brücke über die Limmat.
Die Münsterbrücke weist zwei Fahrstreifen und beidseitige Gehwege auf. Von einer Tramlinie wurde sie anfangs bis Mai 1901 und später noch einmal von 1910 bis 1924 befahren. Ende der 1990er folgte für etwa sechs Millionen Euro eine umfangreiche Instandsetzung. Am westlichen Brückenkopf steht seit dem 6. April 1937 ein Reiterstandbild von Hans Waldmann, ein Werk des Bildhauers Hermann Haller. Für den Plan Lumière wird die Brücke als eines der drei Pilotprojekte seit 2004 beleuchtet.

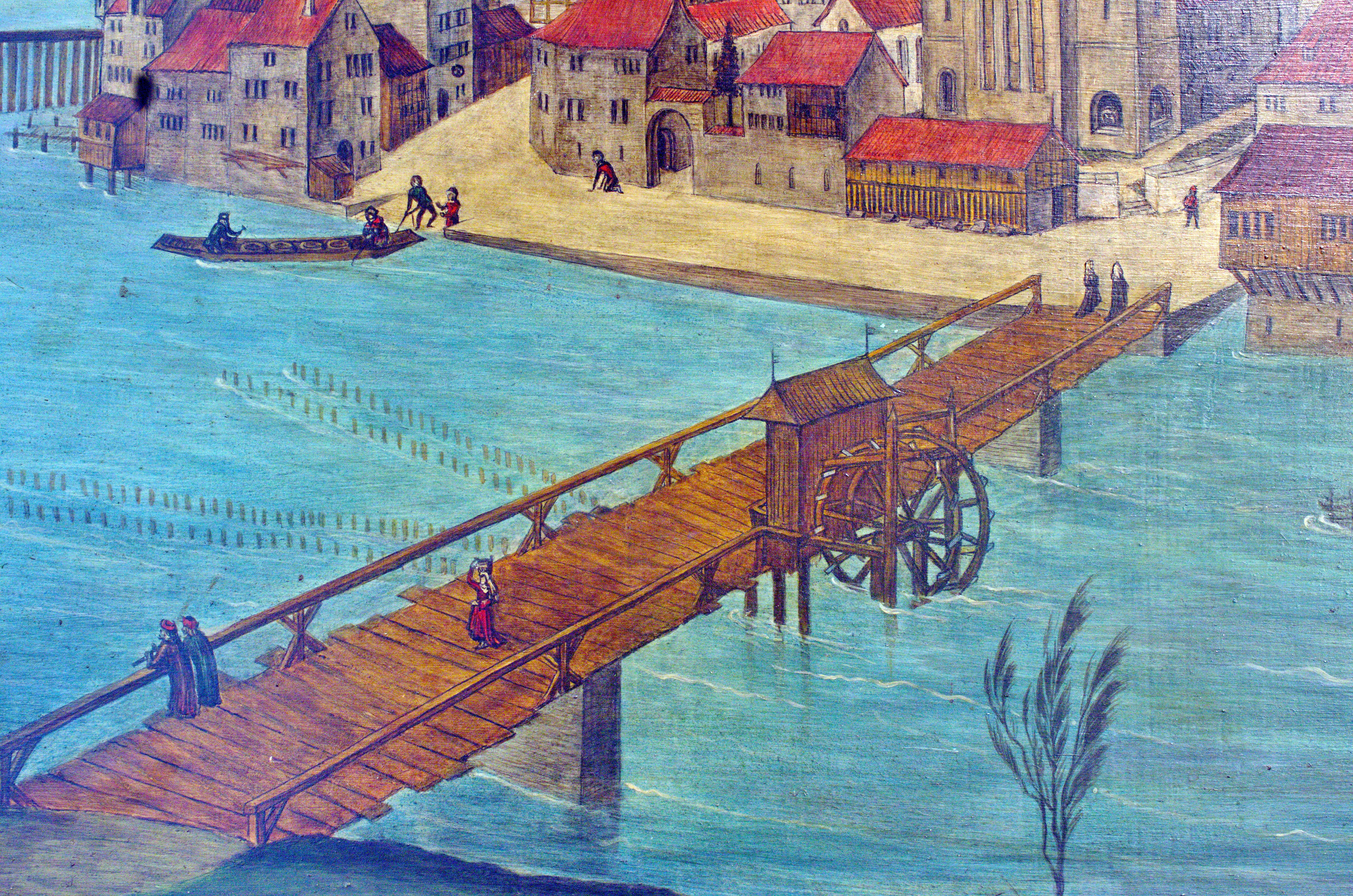
Die Münsterbrücke auf dem Altarbild von Hans Leu, um 1500
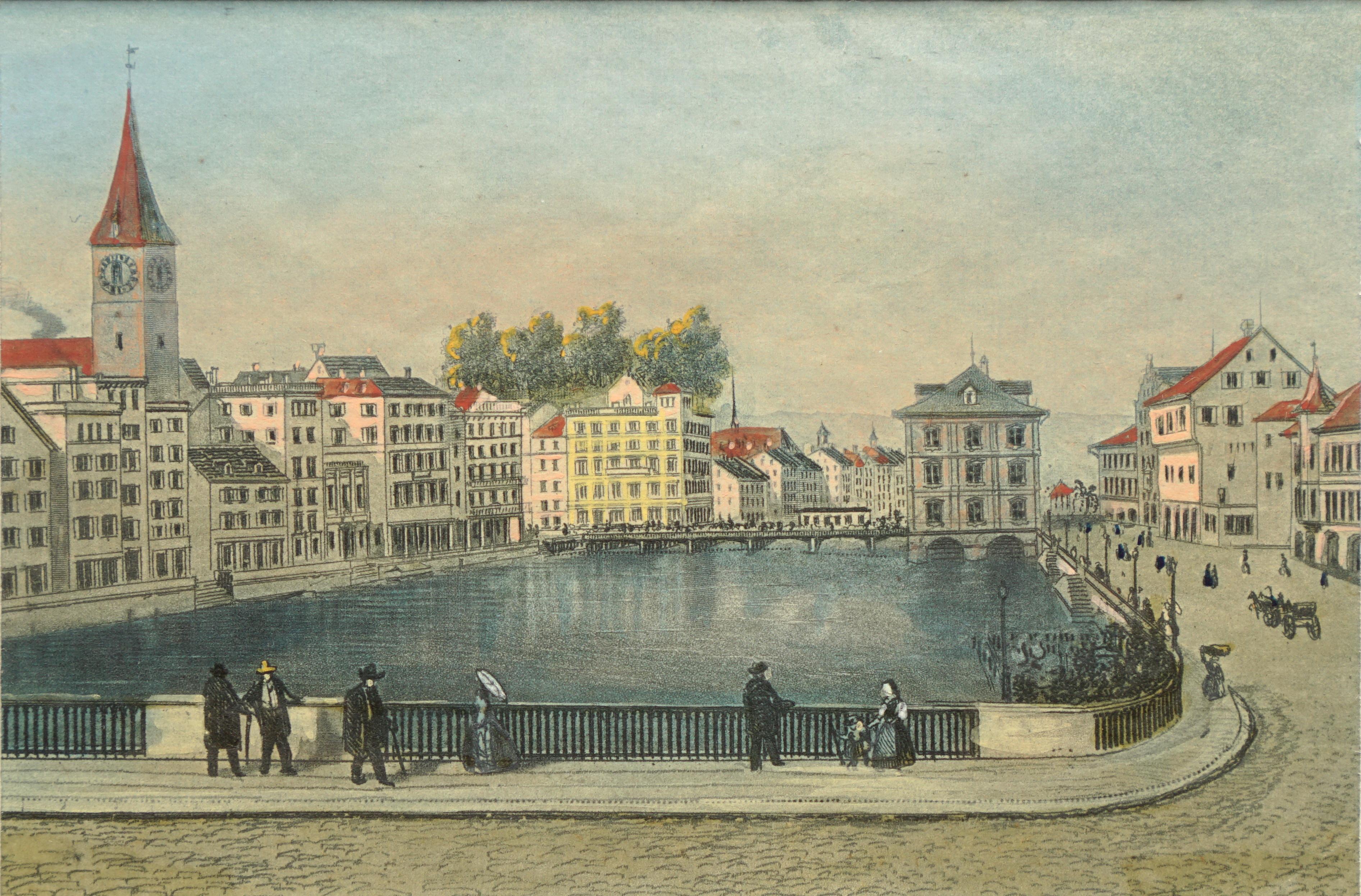
Blick von der Münsterbrücke flussabwärts, um 1882: St. Peter, Haus zum Schwert (Bildmitte), Rathausbrücke, Rathaus, Haus zum Rüden. Radierung von Heinrich Müller
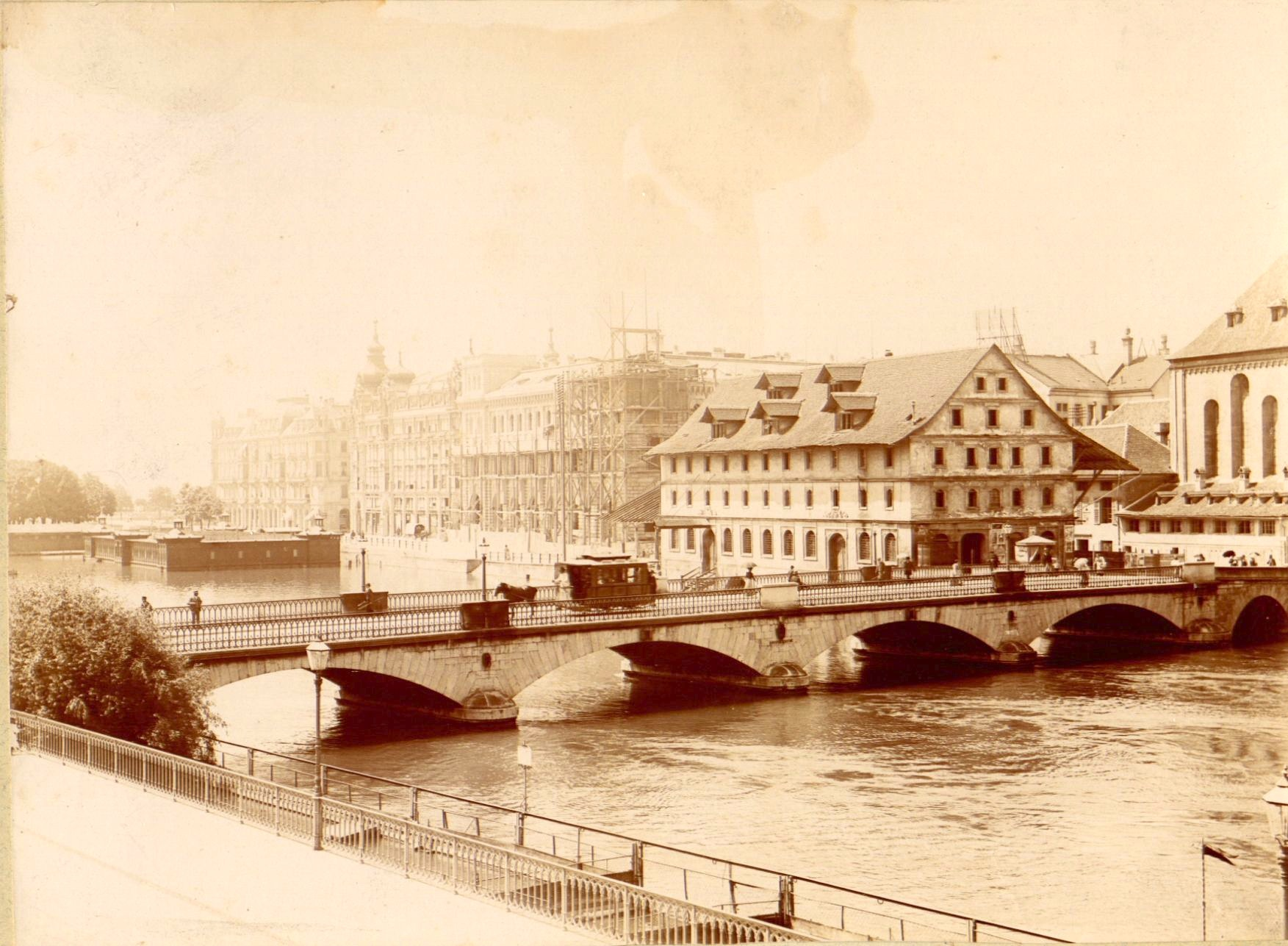
Münsterbrücke mit Pferdetram, um 1896

## Konstruktion
Das Bauwerk besteht aus vier flachen Brückenbögen mit 49 Fuss (14,7 Meter) lichter Weite und 7 Fuss (2,1 Meter) Pfeilhöhe über der Limmat sowie einem fünften Bogen über einen Zufahrtskanal ins damalige Kornhaus gegenüber dem Fraumünster. Zwischen den vier 33 Fuss (9,9 Meter) breiten Bögen sind drei Pfeiler mit einer Dicke von 8 Fuss (2,4 Meter) angeordnet. Für die im Scheitel maximal 25 Linien (75 Zentimeter) dicken Gewölbe und Verkleidung wurde schwarzer Marmor (Jurakalk) aus Steinbrüchen am Walensee verwendet, die Gesimse und die Pfeiler bestehen aus Gotthardgranit aus Mellingen AG. Das gusseiserne Geländer stammt aus dem Grossherzogtum Baden. Gegründet sind die Pfeiler und Widerlager auf 472 Eichenholzpfählen mit Längen von bis zu 52 Fuss (15,6 Meter). Die Fundamente wurden hinter Fangedämmen beziehungsweise mit Senkkästen hergestellt.

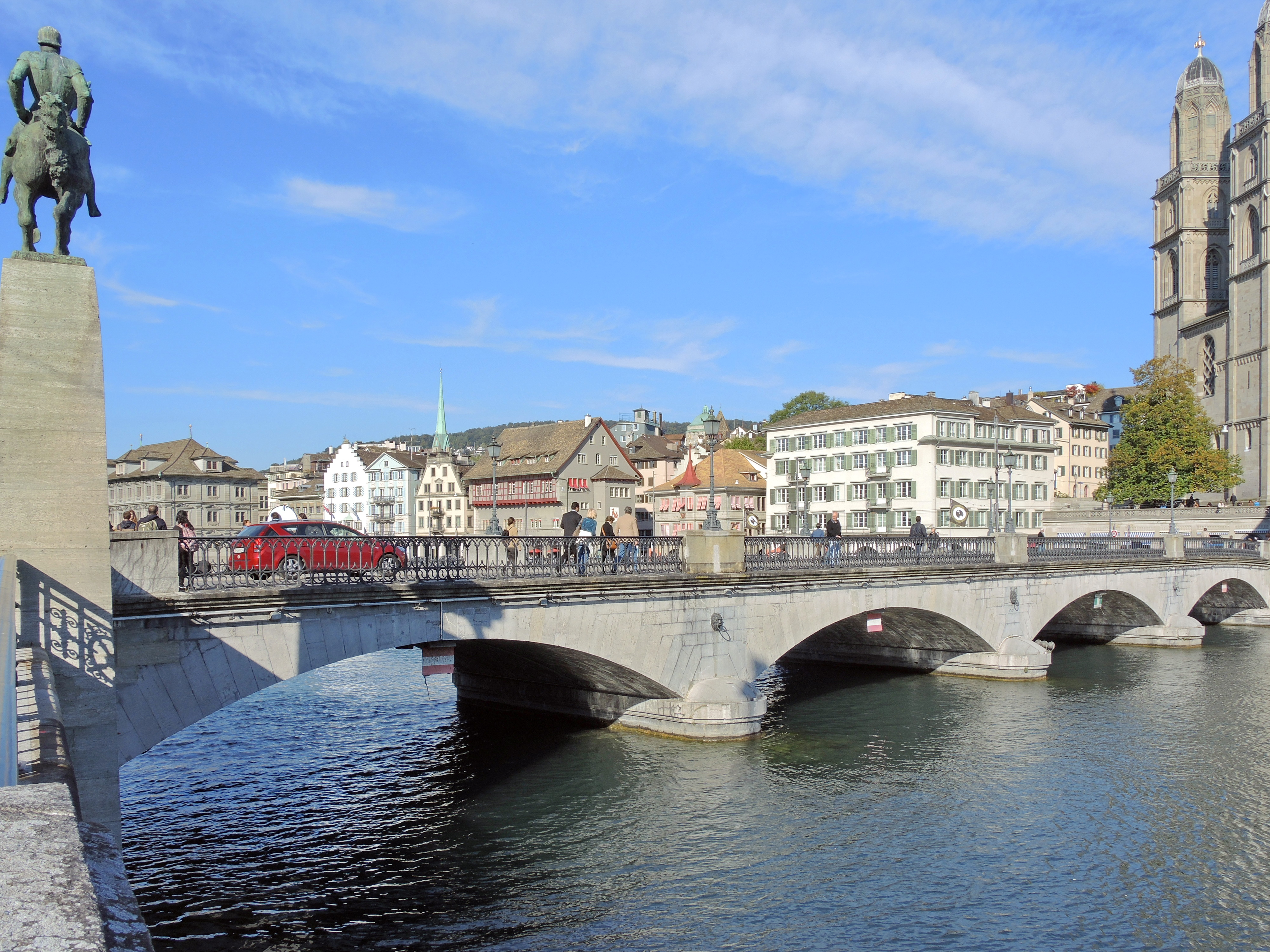
Die Brückenbögen vom Stadthausquai aus gesehen, am linken Rand: Reiterstandbild des Bürgermeisters Hans Waldmann von Hermann Haller, 1937
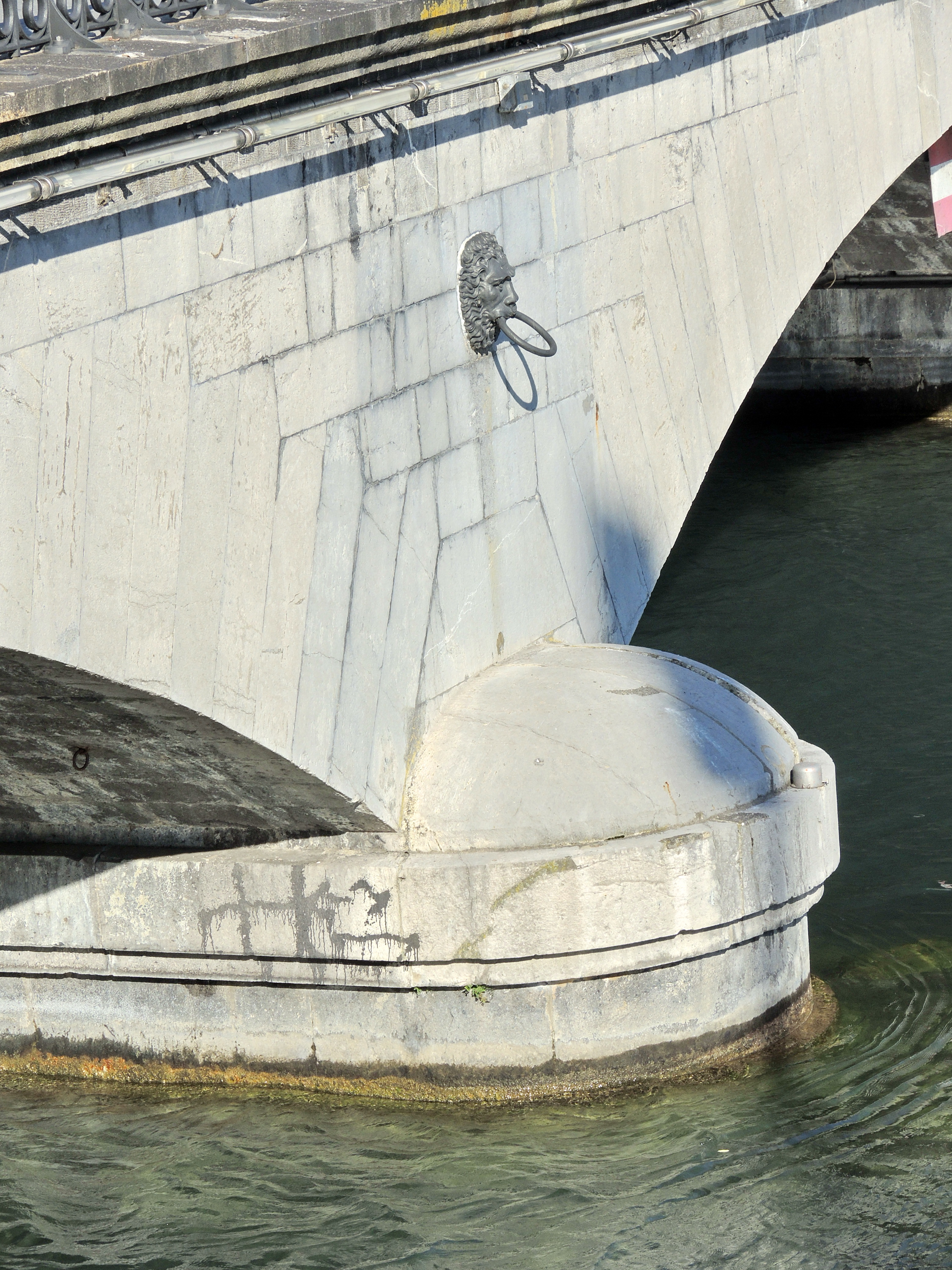
Einer der Brückenpfeiler
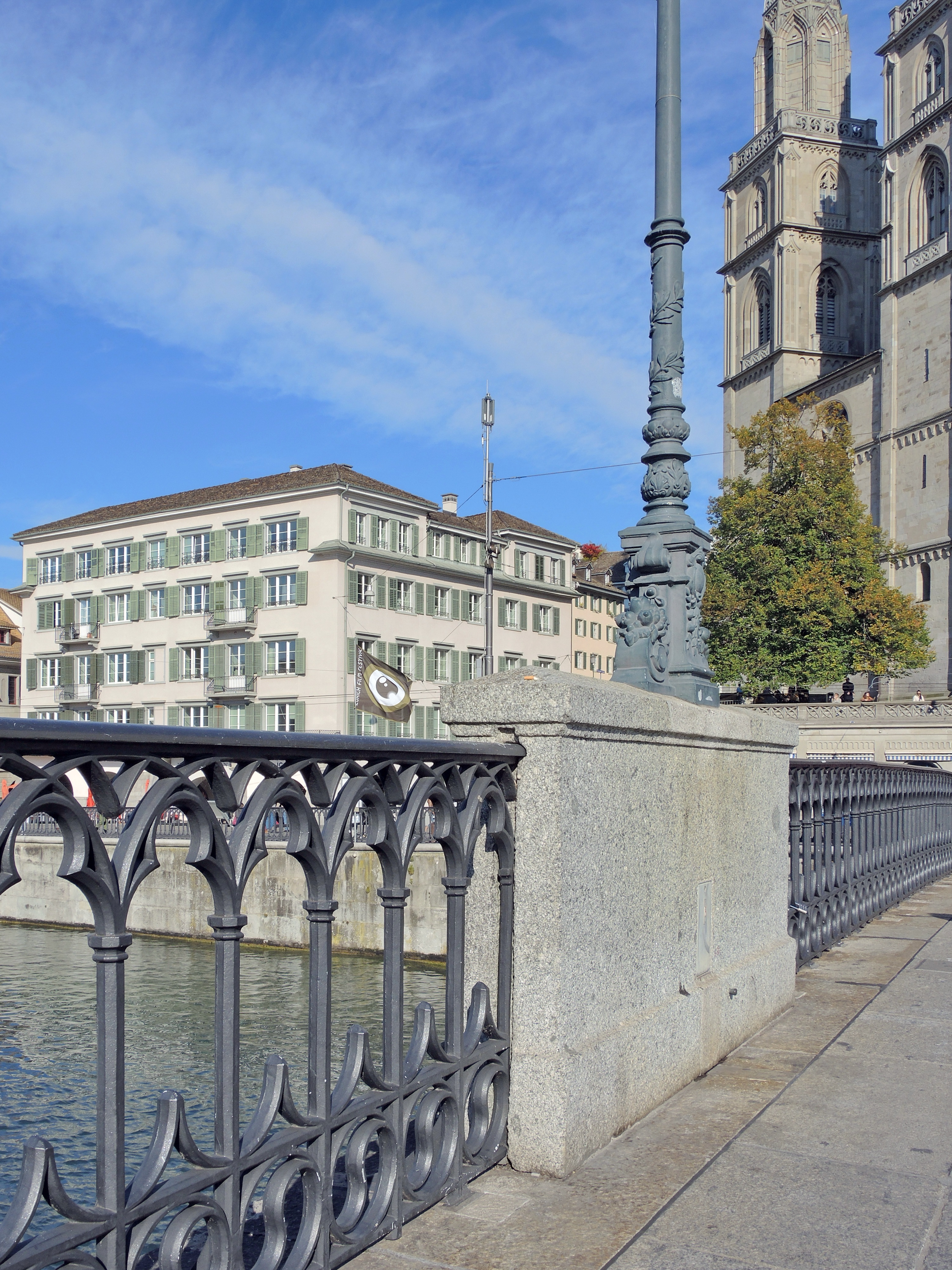
Das gusseiserne Geländer
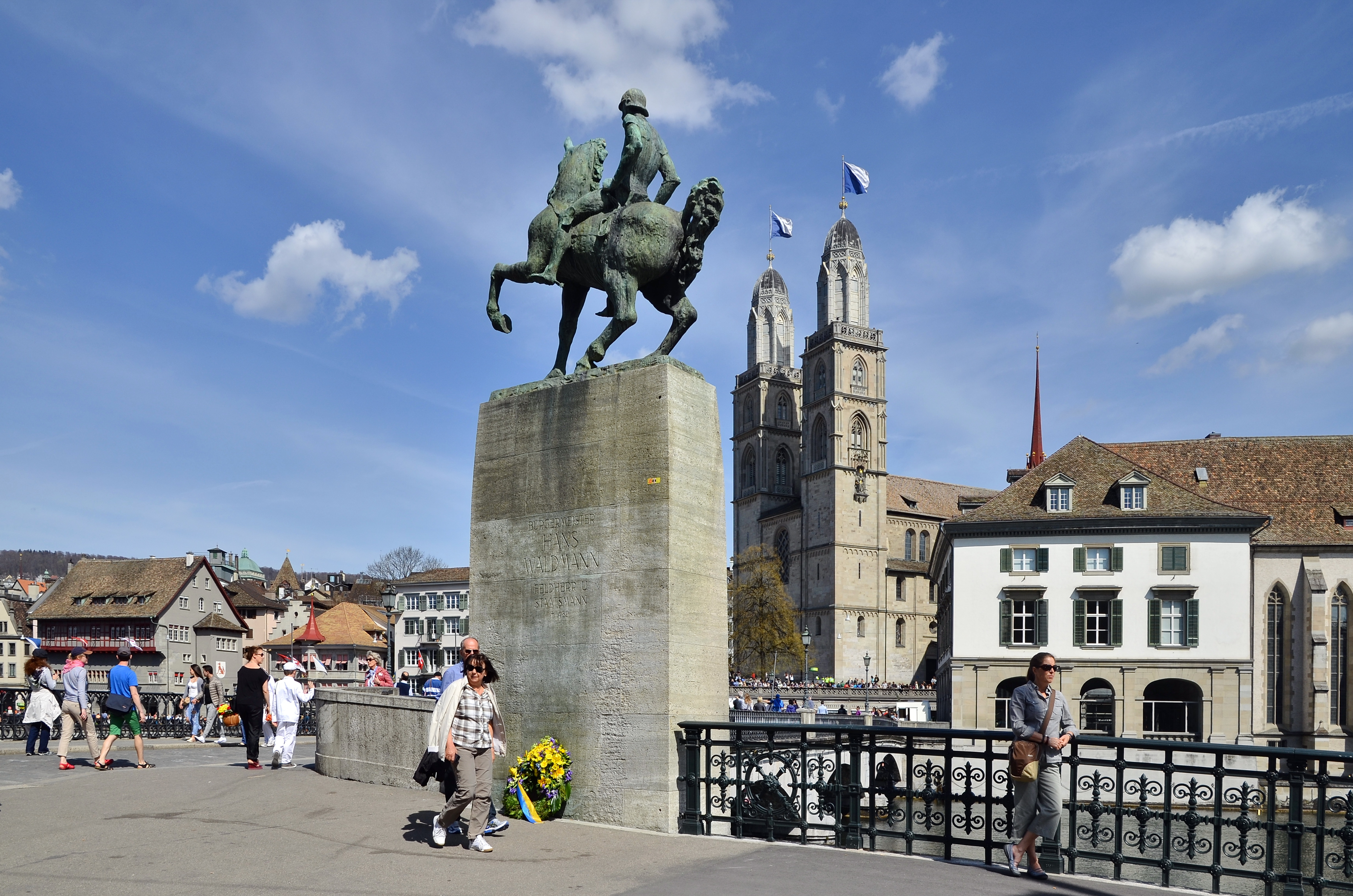
Reiterstandbild von Hans Waldmann, Kranzniederlegung durch die Zunft zum Kämbel